# Yukio Tsuchiya
Yukio Tsuchiya (jap. 土屋 征夫, Tsuchiya Yukio; * 31. Juli 1974 in der Präfektur Tokio) ist ein ehemaliger japanischer Fußballspieler.

## Karriere
Seinen ersten Vertrag unterschrieb er 1994 bei Verdy Kawasaki (heute: Tokyo Verdy). Der Verein spielte in der höchsten Liga des Landes, der J1 League. Für den Verein absolvierte er 18 Erstligaspiele. 1999 wechselte er zum Ligakonkurrenten Vissel Kobe. Für den Verein absolvierte er 154 Erstligaspiele. 2005 wechselte er zum Ligakonkurrenten Kashiwa Reysol. Für den Verein absolvierte er 30 Erstligaspiele. 2006 wechselte er zum Ligakonkurrenten Omiya Ardija. Für den Verein absolvierte er 31 Erstligaspiele. 2007 wechselte er zum Zweitligisten Tokyo Verdy. 2007 wurde er mit dem Verein Vizemeister der J2 League und stieg in die J1 League auf. Am Ende der Saison 2008 stieg der Verein in die J2 League ab. Für den Verein absolvierte er 208 Spiele. 2013 wechselte er zum Erstligisten Ventforet Kofu. Für den Verein absolvierte er 64 Erstligaspiele. Im August 2017 wechselte er zum Zweitligisten Kyoto Sanga FC.